# Torre di Ruggiero
Torre di Ruggiero es un municipio situado en la provincia de Catanzaro, en Calabria (Italia). Tiene una población estimada, a fines de junio de 2023, de 945 habitantes.

## Demografía
| Gráfica de evolución demográfica de Torre di Ruggiero entre 1861 y 2023 |
|                                                                         |
| Fuente: ISTAT - Elaboración gráfica a cargo de Wikipedia                |